# Rathnew
Rathnew (in irlandese: Ráth Naoi) è una cittadina nella contea di Wicklow, in Irlanda.